# Carlisle Cullen
Carlisle Cullen (pronuncia: ka(r)làil) è un personaggio della serie Twilight creata da Stephenie Meyer. È il marito di Esme Cullen.

## Biografia
Carlisle nacque a Londra nel 1640, figlio di un pastore anglicano. Il padre di Carlisle ed altri fedeli guidarono una lunga caccia a streghe, lupi mannari e vampiri con l'intenzione di liberare il mondo dalla malvagità, ma con il risultato di uccidere perlopiù persone innocenti. Con l'avanzare dell'età del padre, Carlisle divenne la guida dei raid; assolutamente non entusiasta all'idea di uccidere, riuscì tuttavia ad individuare un vero covo di vampiri nelle fogne di Londra. 
La folla si raccolse all'imbocco del covo fino a che non ne uscì un vampiro molto indebolito e affamato; Carlisle lo udì chiamare i suoi compagni in latino. Il vampiro si accorse di essere osservato e fuggì. Affamato e indebolito com'era non poteva andare lontano e Carlisle riuscì infatti a stargli dietro. Per scampare agli inseguimenti, il vampiro riuscì tuttavia a mordere ripetutamente Carlisle che venne poi lasciato a terra sanguinante. Ancora cosciente, Carlisle realizza quello che gli sta accadendo: essendo stato morso da una creatura impura, non avrebbe più potuto fare ritorno a casa, dove senz'altro sarebbe stato riconosciuto come “marchiato” dalla malvagità e condannato a morte dal suo stesso padre. Con le poche forze rimaste, Carlisle si nascose quindi in un deposito di patate marce dal quale, dopo tre giorni di dolore agonizzante, riemerse come vampiro.
Disgustato e terrificato da ciò che era diventato, Carlisle provò a togliersi la vita in diversi modi, senza mai riuscirci. Fu talmente disgustato della sua nuova natura da ritirarsi in isolamento per tentare di morire di fame. Edward Cullen, suo futuro figlio adottivo, ammetterà di non avere mai conosciuto un vampiro con una volontà e una morale tanto forti da tentare persino di lasciarsi morire di fame. Col passare del tempo, nascosto in una grotta isolata, la sete di sangue si rafforzava sempre di più, mentre la volontà di Carlisle si indeboliva. Un giorno un branco di cervi passò davanti alla sua tana e Carlisle, terribilmente affamato, li attaccò, scoprendo così che avrebbe potuto sopravvivere anche bevendo sangue animale.
Trascorse quindi i due secoli successivi allenandosi a sopportare la tentazione di bere sangue umano. Nel corso di questo lungo lasso di tempo lasciò l'Inghilterra attraversando la Manica a nuoto e frequentò le università europee. In questi periodi si dedicò a vari campi, tra cui musica, scienze e soprattutto medicina; diventò infatti un ottimo medico, anche aiutato dalle proprie capacità intellettive, affinate in seguito alla trasformazione in vampiro.
Mentre era impegnato nei suoi studi in Italia, Carlisle si imbatté in un'antica stirpe di vampiri chiamati Volturi, dei quali facevano parte Aro, Marcus e Caius, con cui convisse per un certo periodo. Molto più educati e raffinati dei vampiri delle fogne di Londra, i tre provarono a spingere Carlisle a bere sangue umano, ma senza successo. Anche Carlisle, dal canto suo, tentò invano di convincere Aro, Caius e Marcus a convertirsi alla sua “dieta”. 
Carlisle si trasferì quindi in America e nel 1918 visse a Chicago, dove lavorò nei turni di notte durante l'epidemia di influenza spagnola. Durante questa emergenza incontrò Elizabeth Masen; assieme a lei c'era suo figlio, Edward. La donna, ormai prossima alla morte, implorò Carlisle di fare qualunque cosa per salvare Edward, anch'egli in procinto di morire. Carlisle quindi prese il ragazzo e passando per i tetti lo portò a casa sua, dove cercò di trasformarlo riproducendo su di lui le stesse ferite che gli furono a suo tempo inferte dal suo creatore. In seguito prese Edward con sé, adottandolo poi legalmente.
Nel 1921 Carlisle si spostò nel Wisconsin e lì si imbatté in Esme, in punto di morte a causa di un fallito tentativo di suicidio. Fu stupito nello scoprire che si trattava di Esme Evenson, una sua paziente di dieci anni prima, a cui aveva curato una gamba rotta. Impietosito e influenzato dai ricordi della donna, trasformò anch'ella in un vampiro. Successivamente se ne innamorò e quindi la sposò.
Carlisle trasformò inoltre Rosalie Hale, una donna stuprata e picchiata selvaggiamente dal suo fidanzato ubriaco e dai suoi amici. In seguito Rosalie trovò un giovane di nome Emmett, gravemente ferito da un orso; lo portò da Carlisle, il quale lo trasformò. In seguito, Emmett divenne il marito di Rosalie. Tempo dopo, Alice e Jasper si unirono al gruppo di Carlisle.
La famiglia Cullen si spostò quindi nello Stato di Washington, dove siglò un accordo con i Licantropi della tribù indiana dei Quileute; l'accordo prevedeva che i Cullen non avrebbero morso o ucciso nessuna persona, né avrebbero invaso il loro territorio; per contro, la tribù si impegnò a non disturbare i Cullen, e a non rivelare la loro vera natura a nessuno. All'inizio di Twilight, i Cullen si trovavano già da tempo a Forks, nello Stato di Washington.

## Aspetto e personalità
Viene descritto come un uomo alto con un bel portamento, dal volto bello più di quello di un divo. Quando Bella trasformata in vampiro si trova davanti a lui ha l'istinto di stringere gli occhi davanti al volto luminoso di Carlisle come se si trovasse davanti al sole. Carlisle viene descritto come l'anima dei Cullen quantunque Esme ne sia il cuore con la sua capacità di amare. È il capo dichiarato dal clan e come tale viene rispettato; ha l'ultima parola nelle riunioni e i suoi comandi vengono eseguiti sempre specialmente se si tratta di salvaguardare gli umani. Secondo Edward la caratteristica che ha mantenuto dalla sua vita umana nell'esistenza da vampiro è la compassione e l'empatia, che dimostra in Eclipse quando concede la grazia ad una vampira neonata che si era arresa. In Breaking Dawn rivela che ha compiuto profondi studi sulla razza dei vampiri scoprendo che hanno 25 coppie di cromosomi, e che i licantropi in base a un campione di sangue prelevato da Jacob Black ne hanno 24. Carlisle inoltre calcola il tempo approssimativo che Renesmee ci metterà per raggiungere la sua piena maturità.